# Велике Поле (Псковська область)
Велике Поле (рос. Великое Поле) — присілок в Псковському районі Псковської області Російської Федерації.
Населення становить 48 осіб. Входить до складу муніципального утворення Серьодкинська волость.

## Історія
Від 2015 року входить до складу муніципального утворення Серьодкинська волость.

## Населення
| 2001 | 2002 | 2010 |
| ---- | ---- | ---- |
| 56   | ↗68  | ↘48  |